# 三上由理恵
三上 由理恵（みかみ ゆりえ、12月15日 - ）は、日本の女性声優。青森県出身。81プロデュース所属。

## 略歴
第6回81オーディションで優秀賞・エクシング賞・長崎音響監督賞を受賞。2014年4月1日より81プロデュースに所属となる。

## 人物
方言は津軽弁。趣味・特技はフィギュアスケート鑑賞、津軽三味線。

## 出演

### テレビアニメ
2013年
- プリティーリズム・レインボーライブ（女子中学生）

2014年
- カードファイト!! ヴァンガード レギオンメイト編（少年B）
- GO-GO たまごっち!（踊りにさそう女の子）
- プリパラ（アオイ）

2015年
- ブレイブビーツ（原島美樹、風車風香）
- ご注文はうさぎですか??（店員）

2016年
- この素晴らしい世界に祝福を!（2016年 - 2017年、少女、店員、アヒル少女、ウェイトレス）- 2シリーズ
- 名探偵コナン（受付）

2017年
- DIVE!!（沖津岬）
- ドリフェス!R（佐々木直子）

2018年
- ポチっと発明 ピカちんキット（ガッくん母、女性）
- RErideD-刻越えのデリダ-（CM音声）

2019年
- 魔法少女特殊戦あすか（オペレーターA）
- キャロル&チューズデイ（美女B）
- キラキラハッピー★ ひらけ!ここたま（キララ）

2020年
- 22/7（男子）
- 100万の命の上に俺は立っている（女子生徒）

2021年
- 不滅のあなたへ（村の女、母）
- ましろのおと（ユッティー）

2022年
- 妖怪ウォッチ♪（2022年 - 2023年、女の子、子供）
- 群青のファンファーレ（厩務員）

2023年
- 弱虫ペダル LIMIT BREAK（観客）
- この素晴らしい世界に爆焔を！（ライナ）
- キボウノチカラ〜オトナプリキュア'23〜（生徒、金井）
- アイドルマスター ミリオンライブ！（女の子、観客たち、ボーカルトレーナー）
- め組の大吾 救国のオレンジ（2023年 - 2024年、女性B、娘）

2024年
- 来世は他人がいい（女子高生たち）

2025年
- ざつ旅-That's Journey-（女性）

### 劇場アニメ
- プロメア（2019年）
- 妖怪ウォッチ♪ ジバニャンvsコマさん もんげー大決戦だニャン（2023年、子供）

### ゲーム
2014年
- ドーリィ♪カノン ドキドキ♪トキメキ♪ ヒミツの音楽活動スタートでぇ〜す!!（篠崎調）
- 天空のクラフトフリート（2014年 - 2020年、リューリ）

2015年
- 戦国アスカZERO（武田信虎 他）
- 戦国姫譚MURAMASA-雅-（蠣崎慶広）

2016年
- アドヴェントガール（呂蒙）
- あんさんぶるガールズ!（雉子すみれ）
- 俺タワー -Over Legend Endless Tower-（大口径掘削機、吸上式エアースプレー、ミニ散水機）
- クロノスブレイド（月神ディアナ 他）
- ソウルリバース ゼロ（ビディ・アーリー、エマー、エウリュディケ）
- 刻のイシュタリア（箱柳の魔術師アイゲロス 他）
- スターオーシャン:アナムネシス（ウィニー、パメラ）
- セブンスダーク（アルミラ、ケイス）

2022年
- 少女とドラゴン-幻獣契約クリプトラクト-（イーゼル）

2023年
- モンスターストライク（2023年 - 2024年、モスコミュール）

### ドラマCD
- THE IDOLM@STER MILLION THE@TER WAVE 07・14（2020年 - 2021年、スタッフ、参加者） - 2作品

### BLCD
- 好物はこっそりかくして腹のなか（2018年、カズヤ〈幼少期〉、ノリス〈幼少期〉[16]）

### デジタルコミック
- 怪盗ルパン伝 アバンチュリエ（2014年、ビクトワール）
- キョーダイなんかじゃいられない！（2019年、お母さん[17]）
- 大人はわかってくれない。（2020年、お母さん[18]）
- はるお嬢さま、恋のお時間です!（2020年、なみだくん[19]）

### オーディオブック
- とある飛空士への恋歌（2019年、マリア、ノエル[20]）
- 撃戦魔法士（2020年[21]、来栖セレスティーナ[22]、三森ユミ[22]、東堂ちな[22]）
- 魔王です。女勇者の母親と再婚したので、女勇者が義理の娘になりました。（2020年、トルアリーナ ほか[23]）
- あの夏、最後に見た打ち上げ花火は（2021年、母[24]、ばあちゃん ほか[24]）
- 死に戻り、全てを救うために最強へと至る（2021年、セレナ[24]）
- むしめづる姫宮さん（2022年、佐伯由香 ほか[25]）

### 吹き替え

#### 映画
- AIR/エアー（女性記者1）
- 高慢と偏見とゾンビ（キャロライン・ビングリー、カサンドラ）
- スノーホワイト/氷の王国（緑の服の女の子）
- でっかくなっちゃった赤い子犬 僕はクリフォード（サラ〈ウィロー・グレイス・ベッカー〉[26]）
- ベン・イズ・バック
- ミクロ・アドベンチャー（ロッチェ 他）
- ロビン・ウィリアムズのクリスマスの奇跡（ヴェラ）

#### ドラマ
- クイーンズ・ギャンビット

#### アニメ
- アバローのプリンセス エレナ（クリスティーナ）
- アベンジャーズ・アッセンブル（レポーター、少年）
- アルティメット・スパイダーマン ウェブ・ウォーリアーズ（カラス、翻訳 他）
- スーパーウィングス（ナージャ）
- 天官賜福 貮（谷子）
- ライオン・ガード（トゥヌ）